# Recardães
Recardães est une ancienne paroisse civile portugaise (en portugais : freguesia) de la municipalité d'Águeda dans le district d'Aveiro. 
La loi no 11-A/2013 du 28 janvier 2013, portant réorganisation administrative du territoire des freguesias, fusionne Espinhel avec la paroisse voisine d'Espinhel pour former l’União das freguesias de Recardães e Espinhel (dont le siège est à Recardães).